# Telipogon saraguroensis
Telipogon saraguroensis là một loài thực vật có hoa trong họ Lan. Loài này được Dodson & Ed.Sánchez mô tả khoa học đầu tiên năm 2004.